# Ejutla (Jalisco)
Ejutla es una localidad del estado mexicano de Jalisco. Es la cabecera del municipio de Ejutla.

## Toponimia
El nombre «Ejutla» proviene de los términos en náhuatl: atl, agua; xotla, emanar. Su significado es «Lugar de donde brota el agua».

## Demografía
| Gráfica de evolución demográfica |
|                                  |

| Censo | Población |
| ----- | --------- |
| 1900  | 1 434     |
| 1910  | 1 336     |
| 1921  | 1 367     |
| 1930  | 1 048     |
| 1940  | 1 048     |
| 1950  | 1 157     |
| 1960  | 1 421     |
| 1970  | 1 519     |
| 1980  | 1 396     |
| 1990  | 1 253     |
| 2000  | 1 294     |
| 2010  | 1 414     |
| 2020  | 1 367     |